# Crnkovići
Crnkovići, hrvatska plemićka obitelj čiji se korijeni nalaze na području Gorskog kotara, a istaknuli su se tijekom prošlosti osobito u vojničkoj i diplomatskoj službi. 

## Obiteljska povijest
Prvi pisani dokument koji spominje ime Crnković potječe iz 1429. godine iz sela Završje na području Brod Moravica. To je crkveni vjenčani list o sklopljenom braku između Petra Crnkovića (1411-1452.) i Marije Boreli.
Godine 1635. se Ivan Crnković (1611-1672.), kapetan Frankopanske garde, oženio Klarom Frankopan (1618-1669.), pripadnicom te znamenite velikaške obitelji. Godinu dana kasnije on postaje glavni zapovjednik Frankopanske garde, a zatim obitelj dobiva i plemićki naslov, te obiteljski grb (1637.).
Fran Krsto Frankopan dodjeljuje obitelji 1663. godine posjed u blizini lokaliteta Velike Lesice. Crnkovići su taj posjed držali u svom vlasništvu do 1798. godine, do vremena kada je živio Petar Nikola Crnković (1752-1810.).
Ivan Juraj Crnković (1748-1812.), brat Petra Nikole, preselio se 1779. godine u Francusku i bio poznat pod imenom Jean de Noir. Dvanaest godina kasnije, za vrijeme Francuske revolucije, većina njegove obitelji je smaknuta. On sam uspio je sa suprugom pobjeći u Italiju, gdje se nazivao de Niro. Dolaskom Napoleona Bonapartea na vlast, Ivan Juraj se vraća u Francusku. Boreći se u Napoleonovoj vojsci, poginuo je 1812. za vrijeme pohoda na Rusiju. Njegova supruga Marie Louise de Noir, rođena de Toulange, preselila se u Hrvatsku i živjela u Zagrebu do svoje smrti 1845. godine.
Antun Stjepan Crnković (1782-1848.), sin Petra Nikole, glavni kraljevski komesar (povjerenik) Zagreba, dobio je od cara i kralja Franje Josipa I. naslov grofa, a mijenja se i obiteljski grb, prilagođavajući se tadašnjim nacionalno-romantičarskim stremljenjima.
Drugi sin Petra Nikole, Ivan Stjepan (1785-1857.), bio je 1815. godine konzul Habsburške Monarhije u Londonu. On se 1820. oženio Marijom Selborne, udovicom lorda Thomasa Selbornea. Njegovi potomci još i danas žive u Engleskoj.
Treći sin Petra Nikole, Ivan Robespierre Crnković (1793-1847.), kupio je imanje blizu grada Delnica. To je imanje bilo u vlasništvu njegove obitelji do 1945. godine, kada su partizani do temelja spalili objekte na njemu.
Tomislav Nikola Crnković (1810-1880.), sin Antuna Stjepana, nastanio se na imanju blizu Lokava. I danas tamo žive nositelji prezimena Crnković. 
Na početku 20. stoljeća neki su se pripadnici obitelji iselili u Kanadu i Sjedinjene Američke Države, a ima ih i u drugim dijelovima svijeta. 

## Vanjske poveznice
- Podaci o plemićkoj obitelji Crnković u Hrvatskom državnom arhivu